# Хабар 24
„Хабар 24“ е информационен телевизионен канал в Казахстан.
Той е собственост на компанията „Хабар“. Стартира на 1 септември 2012 г. Излъчва продукции на руски и казахски език. Първоначално излъчва само новинарски емисии, но впоследствие започва да представя собствени продукции в различни жанрове.